# Groot-Bosnië

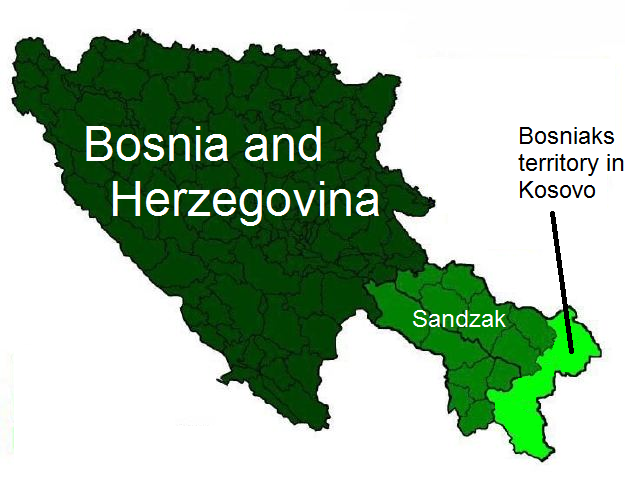
Kaart van Groot-Bosnië.

Groot-Bosnië (Bosnisch: Velika Bosna) is een irredentistisch concept dat streeft naar uitbreiding van Bosnië en Herzegovina. Het is populairder onder etnische Bosniërs, aangezien Bosnische Kroaten vaker de oprichting van een afzonderlijke Kroatische entiteit in Bosnië en Herzegovina of integratie in Kroatië steunen, terwijl Bosnische Serviërs liever de kant kiezen van een mogelijke afscheiding van de Republika Srpska of de fusie met Servië. Het Bosnische irredentisme steunt vaak de annexatie van de regio Sandžak, waar een Bosnische gemeenschap leeft.
Džafer Kulenović, leider van de Joegoslavische Moslimorganisatie, steunde de oprichting van een Groot-Bosnië, inclusief Sandžak, gesponsord door de Onafhankelijke Staat Kroatië tijdens de Tweede Wereldoorlog.
Franjo Tuđman, de eerste president van Kroatië, beschuldigde Alija Izetbegović, de eerste voorzitter van het presidentschap van Bosnië en Herzegovina, van samenzwering om samen met Turkije een Groot-Bosnië te creëren en een islamitisch-fundamentalistische staat te creëren met de hulp van 500.000 etnische Turken. om naar Bosnië te komen en die zijn invloed zou uitbreiden naar Sandžak en Kosovo. Franjo Tuđman was destijds tegen het handhaven van de grenzen van Bosnië en pleitte voor een verdeling van het land langs etnische lijnen.